# Desa Tanjung (administrativ by i Indonesien, Jawa Barat, lat -6,29, long 107,51)
Desa Tanjung är en administrativ by i Indonesien.   Den ligger i provinsen Jawa Barat, i den västra delen av landet, 70 km öster om huvudstaden Jakarta.